# Panhandle (Texas)
Panhandle város az USA Texas államában. Lakosainak száma 2378 fő (2020. április 1.).

## Népesség
A település népességének változása:

| 2010 | 2 452 |
| 2020 | 2 378 |